# James Frawley
James Frawley (Houston, 29 de setembro de 1936 - Indian Wells, 22 de janeiro de 2019) foi um ator, diretor e produtor de televisão estadunidense.

## Filmography
| - Private Practice (2008–2009) - Dirty Sexy Money (2007) - Notes from the Underbelly (2007) - Judging Amy (2004) - Smallville (2001) - Ghost Whisperer (2005–2006) - The Three Stooges (2000) - Vengeance Unlimited (1998) - On the 2nd Day of Christmas (1997) - Fraternity Vacation (1985) - The Muppet Movie (1979) - Columbo: How to Dial a Murder (1978) - Columbo: Make me a perfect Murder (1978) - Columbo: Try and catch me (1977) - The Big Bus (1976) - The Christian Licorice Store (1971) - The Monkees (1966–1968) | - Ladybug Ladybug (1963) - The Troublemaker (1964) - The Outer Limits (1964) - The Dick Van Dyke Show (1965) - The Monkees (1966) - The Man from U.N.C.L.E. (1966) - Hogan's Heroes (1966) - I Spy (1966) - The Muppet Movie (1979) |